# Dominic Purcell
Pour les articles homonymes, voir Purcell.
Dominic Purcell est un acteur et producteur britannico-australien, né le 17 février 1970 à Wallasey (Merseyside, Royaume-Uni).
Il est surtout connu pour avoir tenu le rôle de Lincoln Burrows, dans la série Prison Break et pour le duo qu'il forme avec Wentworth Miller, qu'il retrouve dans les séries Flash et Legends of Tomorrow.

## Biographie

### Jeunesse et formation
Il déménage en Australie à Sydney à l'âge de deux ans avec son père norvégien et sa mère irlandaise, puis étudie dans une école de coaching / performing afin de devenir acteur.
Il suit par la suite des cours de comédie à la Western Australian Academy of Performing Arts à Perth en Australie, tout comme les futurs comédiens Hugh Jackman et Frances O'Connor.

### Carrière
Alors qu'il commence à travailler comme jardinier paysagiste, il fait ses débuts comme comédien en 1997 dans la courte série australienne Raw FM où il tient l'un des rôles principaux et apparaîtra dans Hartley, cœurs à vif en 1999.
Il obtient sa carte verte en 2000, ce qui lui permet de s'installer à Los Angeles (États-Unis) pour quelques années. Après avoir obtenu le premier rôle dans John Doe, il s'installe à Vancouver, avec sa femme Rebecca et ses quatre enfants.
Il rencontre un succès dans plus de 100 pays en interprétant Lincoln Burrows, l'un des deux héros principaux de la série télévisée américaine Prison Break.
En 2011, il joue aux côtés de Robert De Niro, Clive Owen et Jason Statham dans le film Killer Elite.
En 2014, il retrouve son camarade de Prison Break Wentworth Miller pour la série superhéroïques The Flash pour quelque épisodes puis en 2016 dans Legends of Tomorrow.
Le 6 août 2015, la Fox annonce que Prison Break reprendra pour une nouvelle saison de 9 épisodes qui sera diffusée en 2017. Dominic Purcell reprendra donc son rôle de Lincoln Burrows pour 9 épisodes avec ses partenaires Wentworth Miller (Michael Scofield) et Sarah Wayne Callies (Sara Tancredi). Lors du tournage, Dominic Purcell se blesse grièvement au visage.

### Vie privée
En 1997, il devient le compagnon de Rebecca Williamson - qu'il épouse un an plus tard, en août 1998. Ils ont quatre enfants : Joseph (né le 12 août 1999), Audrey (née le 30 janvier 2001), et les jumeaux Lily-Rose et Augustus (nés le 7 juillet 2003). Le couple se sépare en octobre 2007 et divorce quelques mois plus tard après neuf ans de mariage[source secondaire souhaitée].
En 2008, il vit une courte histoire avec l'actrice américaine Brooke Burns[source secondaire souhaitée].
De juin 2011 à septembre 2020, il partage la vie de l'actrice américaine AnnaLynne McCord - de dix-sept ans sa cadette, malgré de nombreuses ruptures et réconciliations au fil des années.
En novembre 2022, après plusieurs mois de rumeurs, il officialise son couple avec Tish Cyrus, la mère de Miley Cyrus puis se marient.

## Filmographie

### Cinéma

#### Longs métrages
- 2000 : Mission : Impossible 2 (Mission: Impossible 2) de John Woo : Ulrich
- 2001 : La Loi des armes (Scenes of the Crime) de Dominique Forma : Mark
- 2002 : Equilibrium de Kurt Wimmer : Seamus
- 2003 : Visitors de Richard Franklin : Luke
- 2004 : Three Way de Scott Ziehl : Lewis "Lew" Brookbank
- 2004 : Blade: Trinity de David S. Goyer : Vlad Tepes
- 2006 : Profanations (The Gravedancers) de Mike Mendez : Harris McKay
- 2007 : Primeval de Michael Katleman : Tim Manfrey
- 2009 : Blood Creek de Joel Schumacher : Victor Marshall
- 2011 : Killer Elite de Gary McKendry : Davies
- 2011 : The Redemption (House of the Rising Sun) de Brian A Miller : Tony
- 2011 : Escape (Escapee) de Campion Murphy : Jaxon
- 2011 : Chiens de paille (Straw Dogs) de Rod Lurie : Jeremy Niles
- 2012 : Hijacked de Brandon Nutt : Otto Southwell
- 2012 : Bad Karma de Suri Krishnamma : Mack
- 2013 : Vikingdom: L'Eclipse de sang de Yusry bin Abdul Halim : Eirick
- 2013 : Suddenly de Uwe Boll : John Baron
- 2013 : Breakout de Damian Lee : Tommy Baxter
- 2013 : Officer Down de Brian A. Miller : Royce Walker
- 2013 : Ice Soldiers (en) de Sturla Gunnarsson : Malraux
- 2013 : Assault on Wall Street de Uwe Boll : Jim Baxford
- 2014 : Turkey Shoot (en) de Jon Hewitt : Rick Tyler
- 2014 : The Ganzfeld Haunting de Michael Oblowitz : Détective Malone
- 2014 : L'Instinct de tuer de David Grovic : Larson
- 2014 : King Rising 3 de Uwe Boll : Hazen Klaine
- 2014 : A Fighting Man (en) de Damian Lee : Sailor O'connor
- 2015 : Gridlocked d'Allan Ungar : David Hendrix
- 2015 : Isolation de Shane Dax Taylor : Max
- 2015 : 119 jours : Les Survivants de l'océan (Abandoned) de John Laing : Jim
- 2021 : Blood Red Sky de Peter Thorwarth : Berg
- 2023 : Confidential Informant de Michael Oblowitz : Tom Moran

### Télévision

#### Téléfilms
- 1999 : Silent Predators de Noel Nosseck : Truck Driver
- 1999 : First Daughter (en) de Armand Mastroianni : Troy Nelson
- 2001 : Invincible (en) de Jefery Levy : Keith Grady
- 2009 : La Dernière Évasion (The Old Ball and Chain) de Paul Scheuring : Lincoln Burrows
- 2015 : Superhero Fight Club : Mick Rory / Heatwave (court-métrage)
- 2018 : Suit Up : Mick Rory / Heatwave (court-métrage)

#### Séries télévisées
- 1991 : Summer Bay : Constable Rogers (3 épisodes)
- 1997-1998 : Raw FM (en) : Granger Hutton (13 épisodes)

- 1997 : Hartley, cœurs à vif : un policier (épisode 19, saison 6) (saison 7 episode 19 suspect et episode 20 l’agent de liaison)

- 1998 : Moby Dick : Bulkington (2 épisodes)
- 1998 : Brigade des mers : Alex (saison 3, épisode 17)
- 1999 : Hartley, cœurs à vif : Todd Gilepsie (6 épisodes)
- 2001 : Le Monde perdu (The Lost World) : Condillac (épisode 2, saison 3)
- 2001 : BeastMaster, le dernier des survivants (BeastMaster) : Kelb (5 épisodes)
- 2002 : John Doe : John Doe
- 2004 : Dr House : Ed Snow (épisode 7, saison 1)
- 2004-2005 : North Shore : Hôtel du Pacifique : Tommy Ravetto (5 épisodes)
- 2005-2009 : Prison Break : Lincoln Burrows (81 épisodes)
- 2011 : Castle : Russell Ganz (épisode 22, saison 3)
- 2012 : Wes et Travis : John Crowell (épisode 12, saison 1)
- 2014-2016 : The Flash : Mick Rory / Heatwave (5 épisodes)
- 2016-2021 : Legends of Tomorrow : Mick Rory / Heatwave (saison 1 à 6 - 95 épisodes)
- 2017 : Prison Break : Lincoln Burrows (9 épisodes)
- 2017 : Arrow : Mick Rory / Heatwave (épisode 8, saison 6)
- 2017 : Supergirl : Mick Rory / Heatwave (épisode 8, saison 3)
- 2019 : Batwoman : Mick Rory / Heatwave (épisode 9, saison 1)

### Jeux vidéo
- 2010 : Prison Break: The Conspiracy : Lincoln Burrows

### Producteur
- 2004 : Three Way
- 2009 : Balibo
- 2014 : I Choose (court métrage)
- 2015 : Isolation
- 2017 : Untitled Sunny Garcia Documentary (documentaire)
- 2017 : Prison Break (mini-série) (9 épisodes)